# 横井時敬

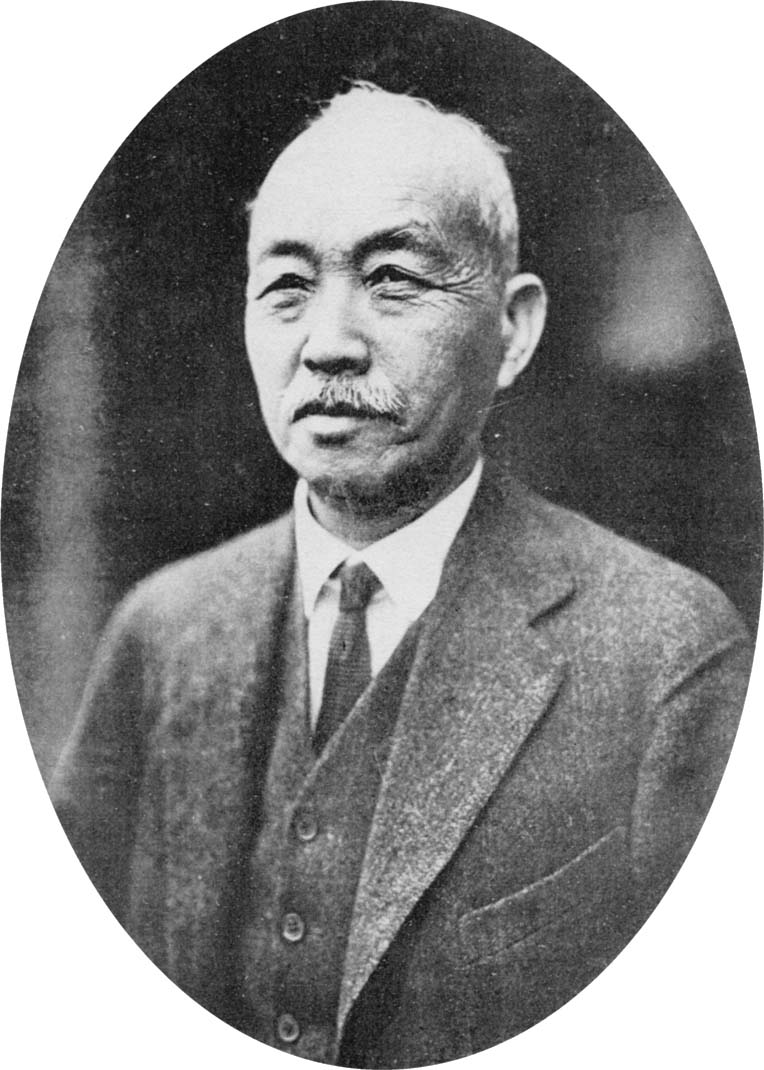
横井時敬

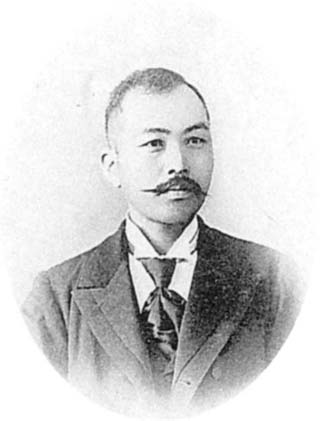
横井時敬

横井 時敬（よこい ときよし/じけい、安政7年1月7日（1860年1月29日） - 1927年11月1日）は、日本の農学者・農業経済学者で、東京帝国大学教授・東京農業大学初代学長である。「稲のことは稲に聞け、農業のことは農民に聞け」という言葉は有名。

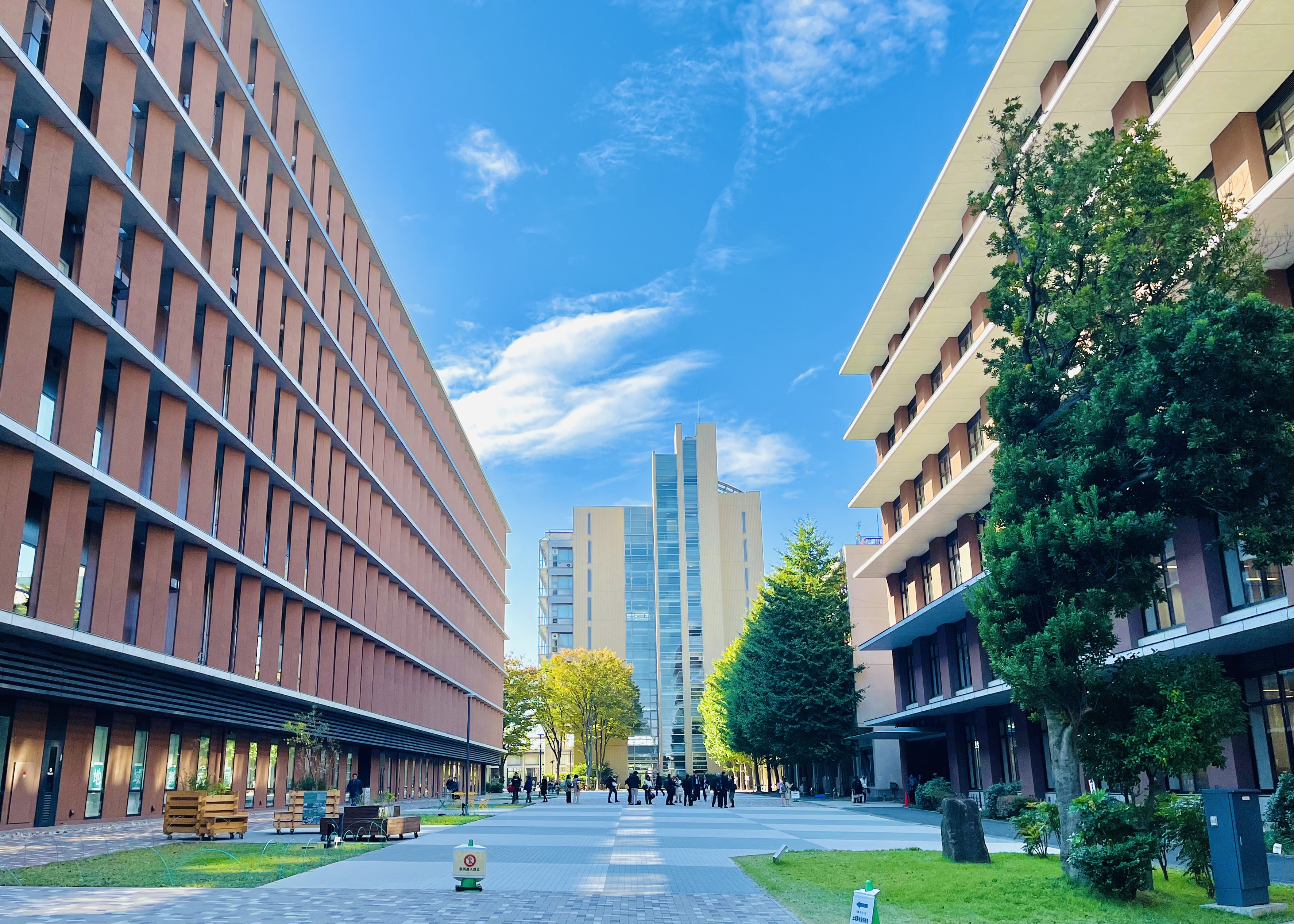
初代校長を務めた現東京農業大学（東京都世田谷区）

## 生い立ち
肥後熊本藩士横井久右衛門時教の四男として生まれる。父時教は横井小楠の高弟であった。時敬は幼少の頃より父に侍の道を厳しく叩き込まれたという。明治4年（1871年）熊本洋学校に入学、アメリカ人教師ジェーンズの助手として勉学に励んだ。明治11年（1878年）9月駒場農学校農学本科（東京大学農学部）を首席で卒業。明治13年（1880年）6月、同校農学科を卒業後、農業化学科に再入学したが、翌年退学して神戸市師範学校嘱託、植物園長兼務を経て明治15年（1882年）3月、福岡農学校教諭となった。同校は明治前期に各地で設立され短期間に消滅していった多くの公立農業学校の一つで、明治13年に福岡県勧業試験場に併設され、明治20年（1887年）3月に廃校となった。同校での講義をもとに、同年10月、初の著書『農業小学』を刊行。

## 塩水選種法の考案
福岡勧業試験場長に就任し近代農業発展に寄与した。特筆すべきことは塩分濃度の高い塩水に種籾を浮かべ種籾の良し悪しを判断できる、種籾の塩水選種法、塩水選（塩水選種法）の考案である。明治24年（1891年）に『重要作物塩水撰種法』を著述している。明治23年（1890年）農商務大臣井上馨に抜擢され農商務省農務局第1課長となり、大日本農会幹事も兼ねた。明治27年（1894年）帝国大学農科大学教授となった。

## 近代農学の祖
明治32年（1899年）農学博士となった。その後、徳川育英会が経営し、評議員として参加していた私立東京農学校が経営難に陥ったことから、学校経営を榎本武揚から委託され、明治44年（1911年）から昭和2年（1927年）まで東京農業大学学長として日本最初の私立農学校を大学に昇格させるなど、農業教育の発展に尽力した。時代の当面する様々な問題を学問的裏付けに基づいて論じ「農学栄えて農業滅ぶ」「稲のことは稲に聞け、農業のことは農民に聞け」といった名言・格言、警世の辞を残した。主著に『横井博士全集』全10巻がある。
長男横井利直も農学博士・東京農業大学教授である。横井時敬は農本主義者であった。

## 履歴

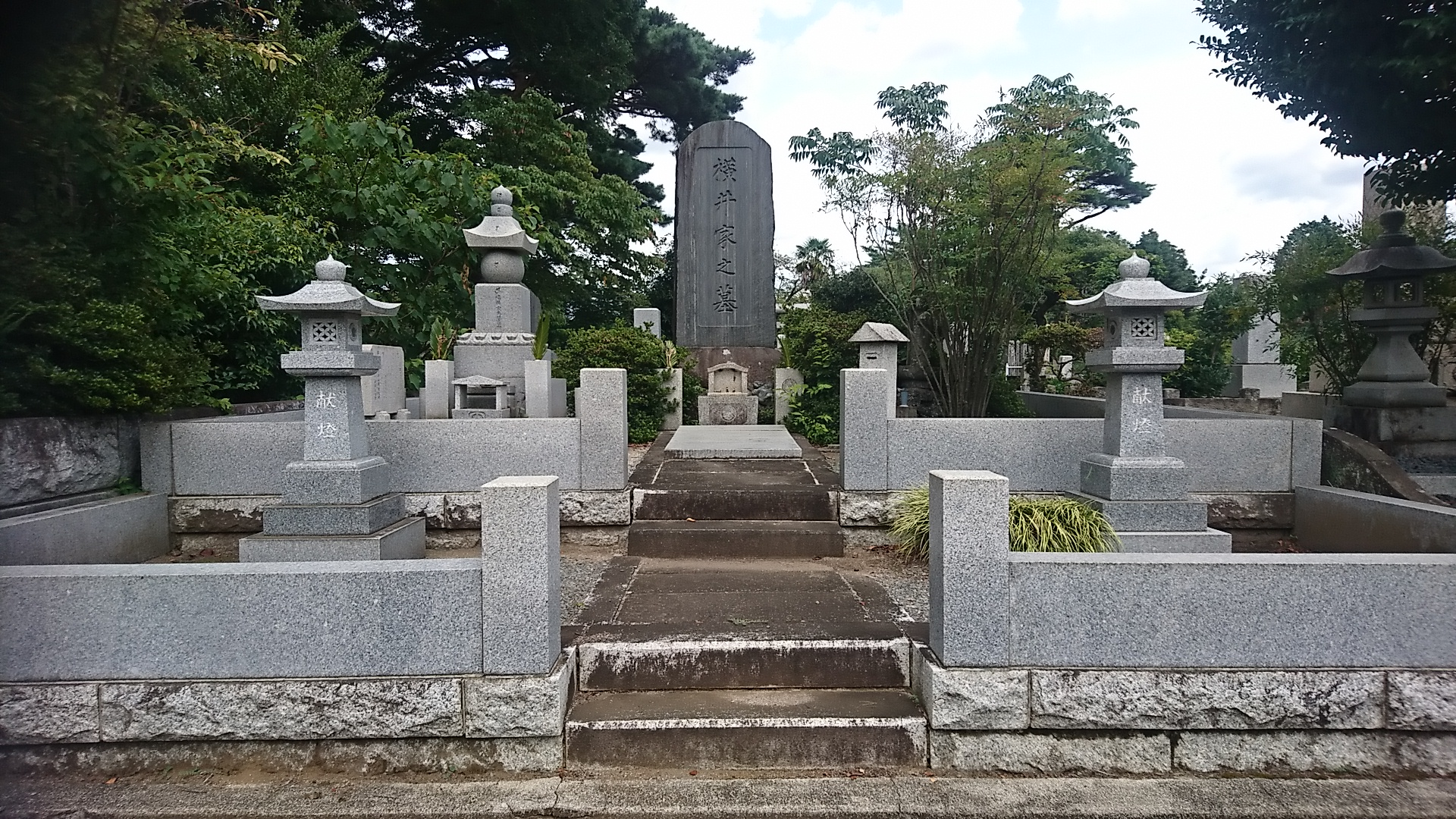
多磨霊園にある横井家の墓

- 1860年 肥後熊本藩士横井久右衛門時教の四男として熊本城下坪井（現熊本市中央区坪井）で生まれた[3]。幼名は豊彦。熊本洋学校に学んだ。
- 1880年 東京駒場農学校農業本科（東京大学農学部の前身）を首席で卒業した。
- 1882年 福岡県立農学校の教諭となった。ここで種籾の塩水選種法を考案し、発表した。
- 1888年 『稲作改良法』を著した。
- 1890年 農商務省農務局第一課長となった。農学士の組織である農学会の幹事長就任。
- 1891年 『重要作物塩水選種法』を著し、種籾の塩水選を発表した。農商務大臣井上馨への答申であり、農学会の農政提言第一号『興農論策』を執筆。
- 1893年 帝国大学農科大学講師となった。
- 1894年 帝国大学農科大学教授となる。徳川育英会会長榎本武揚の招聘で、私立東京農学校（のちの東京農業大学）の評議員として参画。渋谷常磐松への校地移転などに取り組む。
- 1898年 『栽培汎論』を著した。
- 1901年 『農業経済学』を著す。
- 1904年 『農学大全』を著す。
- 1907年 私立東京農学校を大日本農会へ経営委託し、大日本農会附属東京高等農学校の校長に就任。『農業振興策』を著す。
- 1911年 東京農業大学の初代学長となった。
- 1917年 『農村改良論』『合関率』を著す。
- 1922年 東京帝国大学教授の職を辞した。
- 1923年 東京帝国大学名誉教授（3月5日）[4]
- 1925年 大学令による東京農業大学の大学昇格に尽力する。
- 1927年 『小農に関する研究』を著す。11月1日 没。享年67。墓所は多磨霊園。

## 栄典
位階
- 1911年（明治44年）6月20日 - 従四位[5]
- 1921年（大正10年）8月20日 - 従三位[6]

勲章等
- 1906年（明治39年）12月27日 - 勲五等瑞宝章[7]
- 1908年（明治41年）6月25日 - 勲四等瑞宝章[8]
- 1919年（大正8年）8月25日 - 勲二等瑞宝章[9]

## 主な格言
- 一国の元気は中産階級にあり
- 農民たる者は国民の模範的階級たるべきものと心得、武士道の相続性を以って自ら任じ、自重の心掛け肝要のこと（農家五訓）
- 土に立つ者は倒れず、土に活きる者は飢えず、土を護る者は滅びず

## 東京農大精神
横井時敬の格言の中には自ら育てあげ、大学に昇格させた東京農大の精神となって現在も農大生に受け継がれているものも多い。
- 「質実剛健」「独立不覊」「自彊不息」
- 「物質主義に溺れることなく心身共に健全で、いかなる逆境にも挫けない気骨と主体性の持ち主たれ」
- 「実学主義」
- 紳士たれ
- 人物を畑に還す
- 稲のことは稲に聞け、農業のことは農民に聞け
- 農学栄えて農業亡ぶ